# World University Games

Logo der FISU, Ausrichter der World University Games

Die World University Games (Weltuniversitätsspiele, offizielle Bezeichnung: FISU World University Games, bis Mitte 2020 Universiade) – auch Welthochschulspiele – sind eine internationale Multisportveranstaltung für Studierende, inspiriert von den olympischen Spielen. Die Spiele finden seit 1959 alle zwei Jahre statt und werden von der Fédération Internationale du Sport Universitaire (FISU) organisiert. Das Wort Universiade entstammt einer Zusammensetzung aus Universität und Olympiade.
Die World University Games werden jeweils als Sommer- und Winterspiele ausgetragen. Mit zuletzt rund 5.000 Athleten aus 116 Nationen sind die Sommer-Universiaden eine der größten Multisportveranstaltungen der Welt nach den Olympischen Sommerspielen. Die Winterspiele wurden zuletzt von rund 1.500 Sportlern aus 54 Nationen ausgetragen. 

## Sportarten
Vertretene Sportarten bei den World University Games im Sommer sind: Leichtathletik, Basketball, Fechten, Fußball, Gerätturnen, Rhythmische Sportgymnastik, Schwimmen, Wasserspringen, Wasserball, Tennis, Tischtennis, Judo, und Volleyball. Zur Sommer-Universiade 2017 wurde die Liste der obligatorischen Sportarten um Taekwondo und 2019 um Bogenschießen erweitert. Zu diesen obligatorischen Sportarten kann der jeweilige Ausrichter optional drei weitere Sportarten aus dem FISU-Sportarten-Kanon aufnehmen.
Zum festen Programm der World University Games im Winter (offizielle Bezeichnung: „Austragungsort Austragungsjahr FISU World University Games“, vorm.: Winter-Universiade) gehören folgende acht Sportarten: Ski Alpin, Ski Nordisch (Skilanglauf, Skispringen, Nordische Kombination), Eiskunstlauf, Eishockey, Shorttrack, Biathlon, Snowboard und Curling. Bei den Wettkämpfen im Winter kann der Ausrichter zusätzlich bis zu drei optionale Sportarten wählen.

## Austragungen

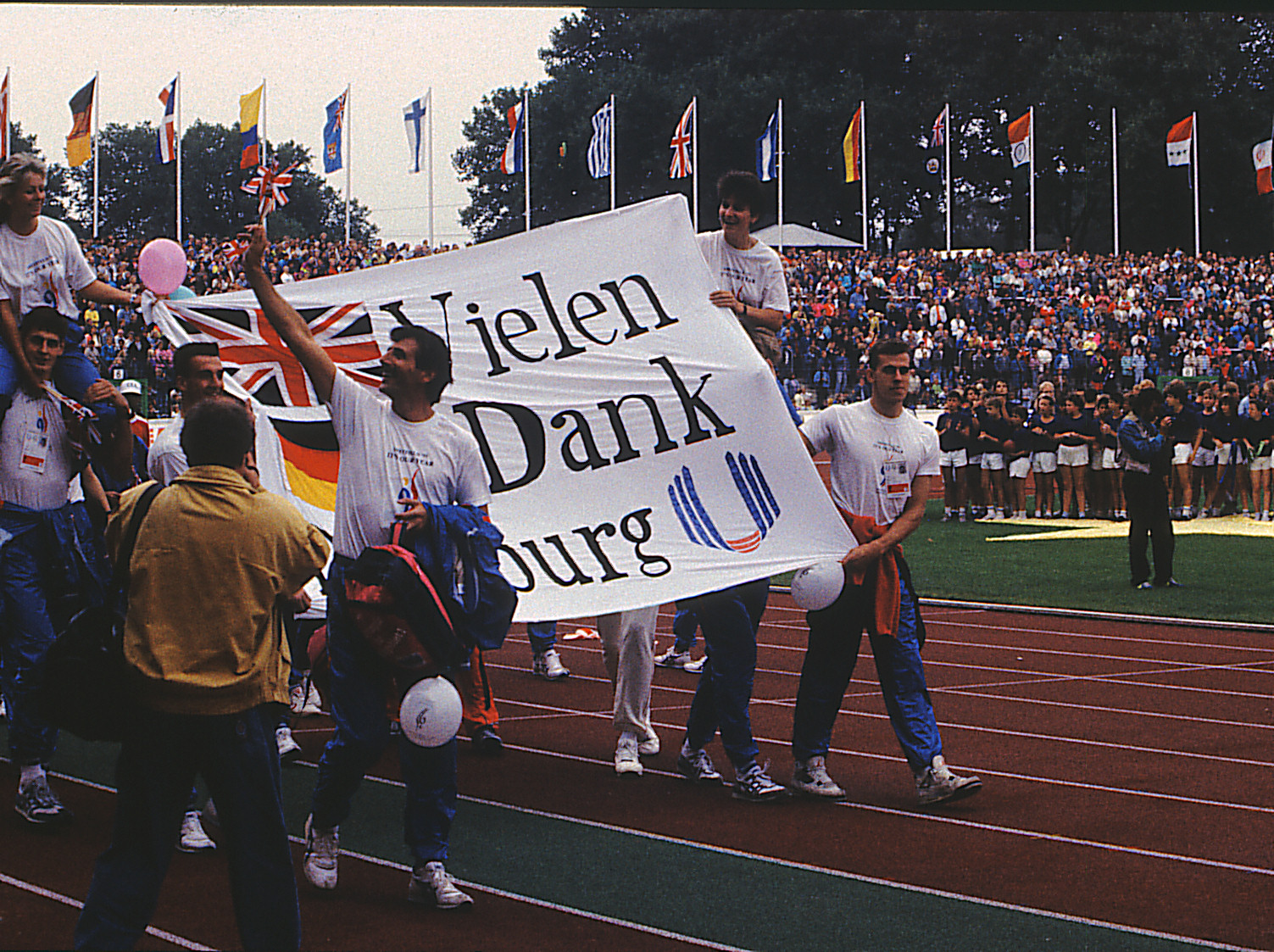
Duisburg 1989

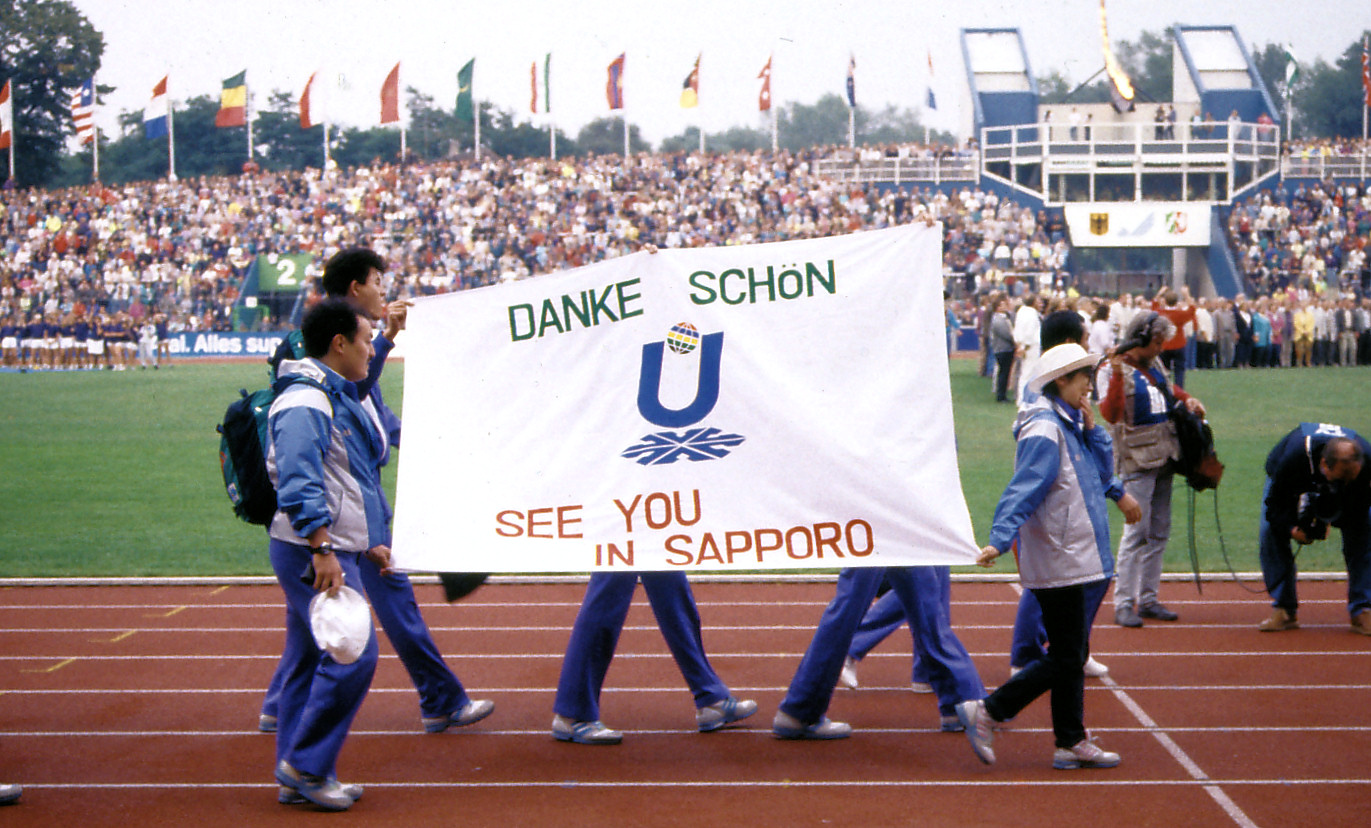
Duisburg 1989

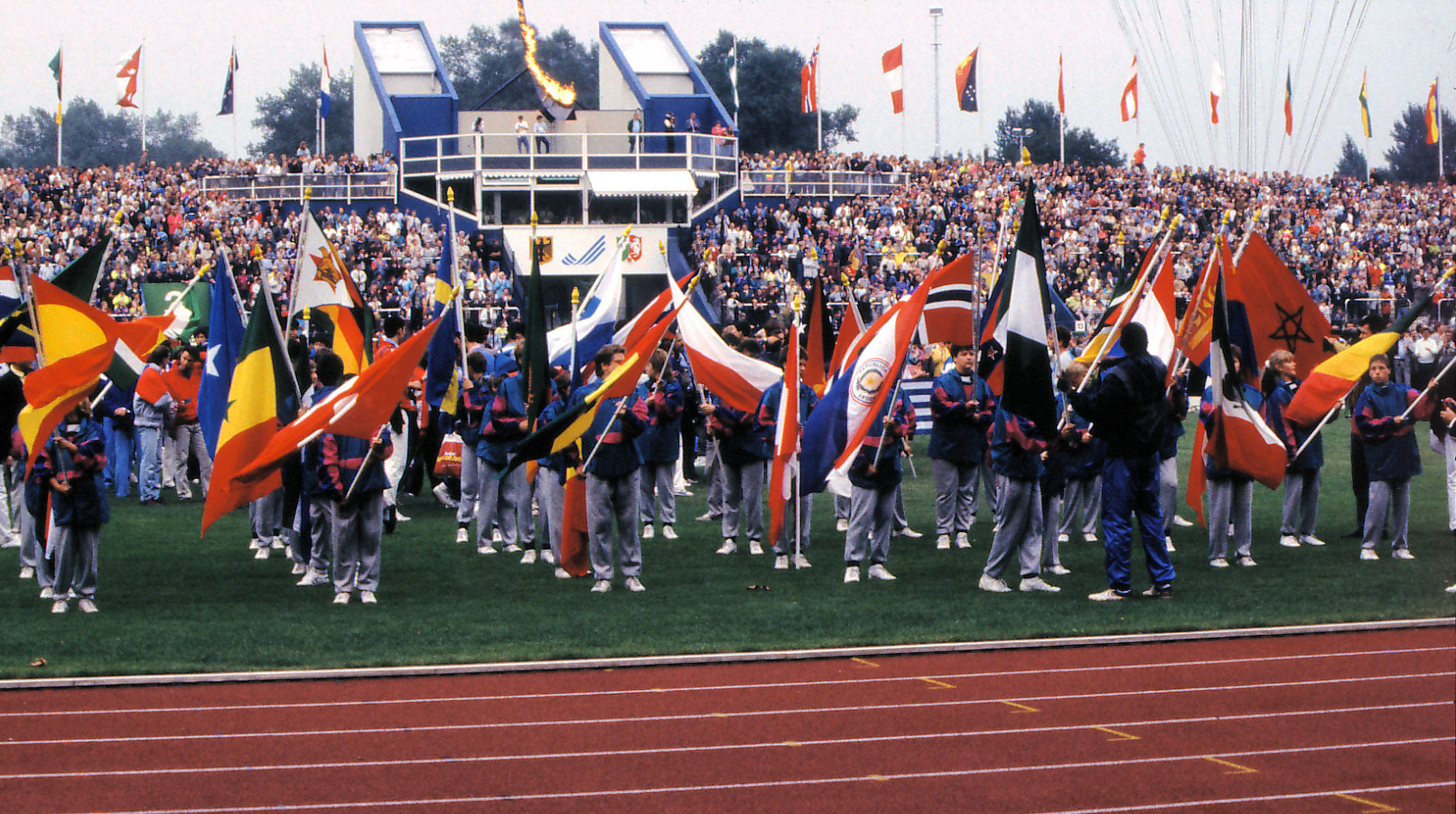
Duisburg 1989

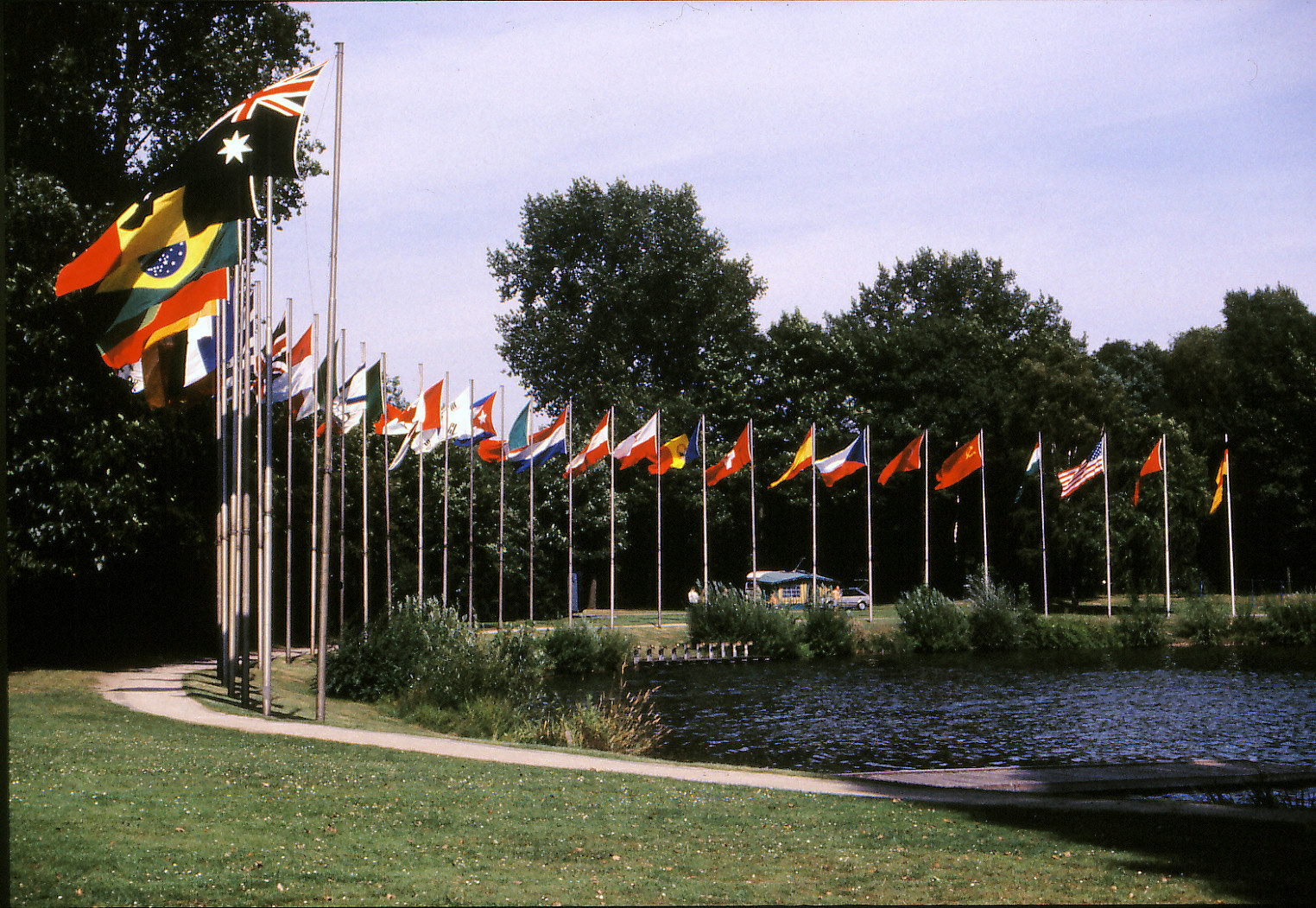
Duisburg 1989

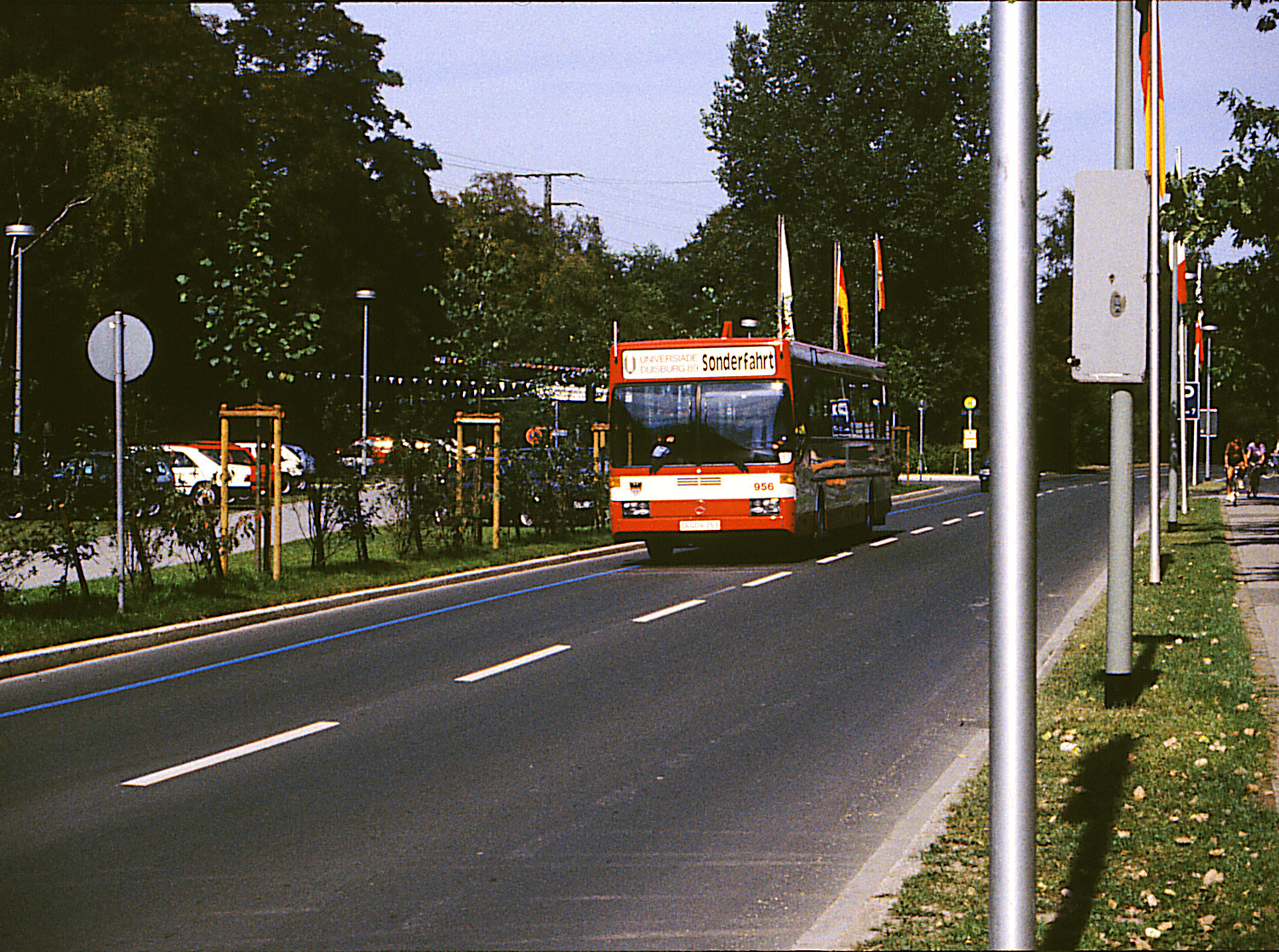
Duisburg 1989

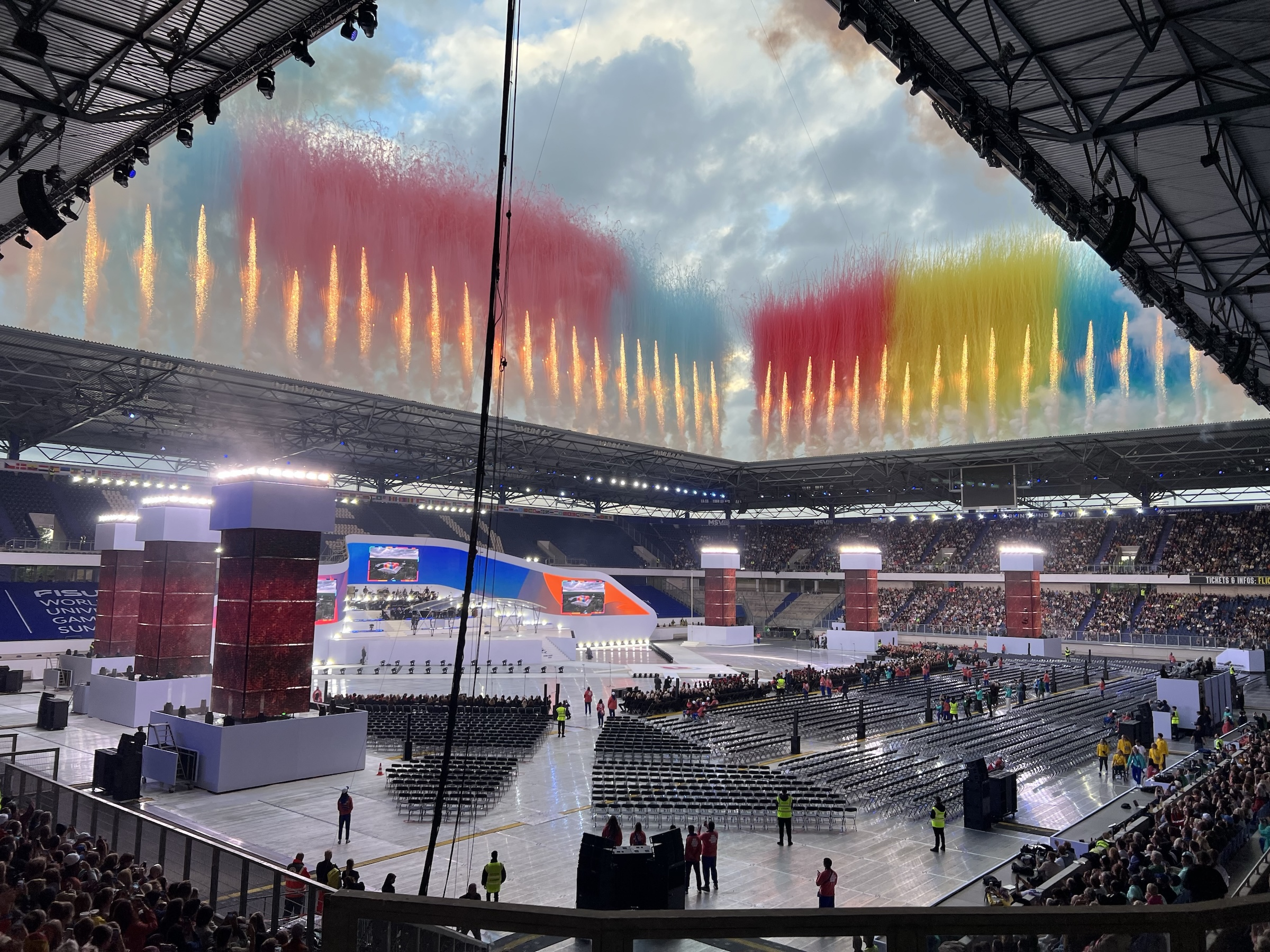
Duisburg 2025

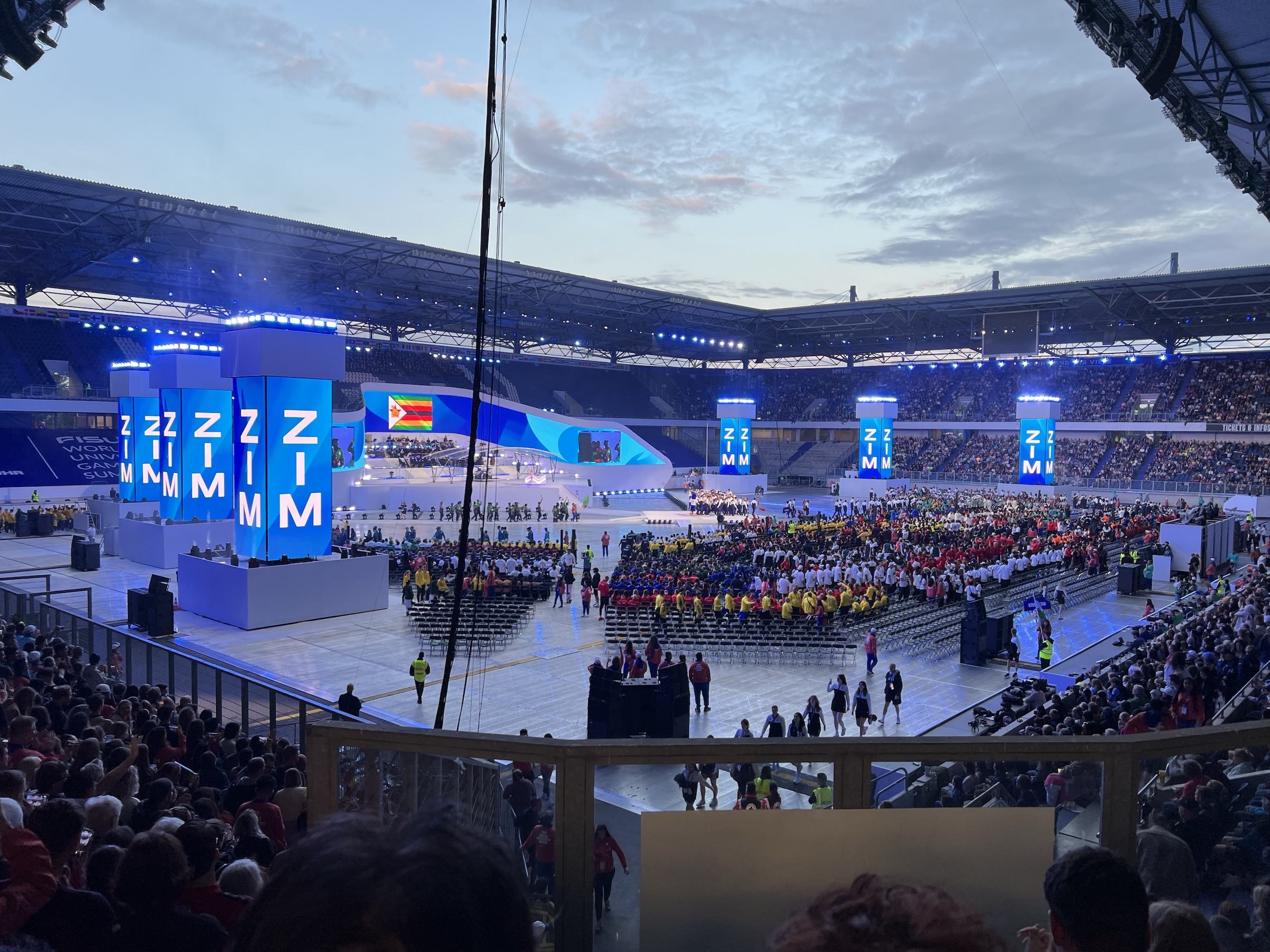
Duisburg 2025

| Jahr        | Sommer-Universiade          | Sommer-Universiade          | Winter-Universiade          | Winter-Universiade              |
| ----------- | --------------------------- | --------------------------- | --------------------------- | ------------------------------- |
| 1959        | 01                          | Turin                       | —                           | —                               |
| 1960        | —                           | —                           | 01                          | Chamonix                        |
| 1961        | 02                          | Sofia                       | —                           | —                               |
| 1962        | —                           | —                           | 02                          | Villars                         |
| 1963        | 03                          | Porto Alegre                | —                           | —                               |
| 1964        | —                           | —                           | 03                          | Špindlerův Mlýn                 |
| 1965        | 04                          | Budapest                    | —                           | —                               |
| 1966        | —                           | —                           | 04                          | Sestriere                       |
| 1967        | 05                          | Tokio                       | —                           | —                               |
| 1968        | —                           | —                           | 05                          | Innsbruck                       |
| 1970        | 06                          | Turin                       | 06                          | Rovaniemi                       |
| 1972        | —                           | —                           | 07                          | Lake Placid                     |
| 1973        | 07                          | Moskau                      | —                           | —                               |
| 1975        | 08                          | Rom                         | 08                          | Livigno                         |
| 1977        | 09                          | Sofia                       | —                           | —                               |
| 1978        | —                           | —                           | 09                          | Špindlerův Mlýn                 |
| 1979        | 10                          | Mexiko-Stadt                | —                           | —                               |
| 1981        | 11                          | Bukarest                    | 10                          | Jaca                            |
| 1983        | 12                          | Edmonton                    | 11                          | Sofia                           |
| 1985        | 13                          | Kōbe                        | 12                          | Belluno                         |
| 1987        | 14                          | Zagreb                      | 13                          | Štrbské Pleso                   |
| 1989        | 15                          | Duisburg                    | 14                          | Sofia                           |
| 1991        | 16                          | Sheffield                   | 15                          | Sapporo                         |
| 1993        | 17                          | Buffalo                     | 16                          | Zakopane                        |
| 1995        | 18                          | Fukuoka                     | 17                          | Jaca                            |
| 1997        | 19                          | Sizilien                    | 18                          | Muju                            |
| 1999        | 20                          | Palma de Mallorca           | 19                          | Poprad                          |
| 2001        | 21                          | Peking                      | 20                          | Zakopane                        |
| 2003        | 22                          | Daegu                       | 21                          | Tarvis                          |
| 2005        | 23                          | Izmir                       | 22                          | Innsbruck/Seefeld               |
| 2007        | 24                          | Bangkok                     | 23                          | Turin                           |
| 2009        | 25                          | Belgrad                     | 24                          | Harbin                          |
| 2011        | 26                          | Shenzhen                    | 25                          | Erzurum                         |
| 2013        | 27                          | Kasan                       | 26                          | Trentino                        |
| 2015        | 28                          | Gwangju                     | 27                          | Granada & Osrblie/Štrbské Pleso |
| 2017        | 29                          | Taipeh                      | 28                          | Almaty                          |
| 2019        | 30                          | Neapel                      | 29                          | Krasnojarsk                     |
| ab 2020     | FISU World University Games | FISU World University Games | FISU World University Games | FISU World University Games     |
| 2021 (2023) | 31                          | Chengdu                     | 30                          | Luzern                          |
| 2023        | 32                          | Jekaterinburg               | 31                          | Lake Placid                     |
| 2025        | 33                          | Rhein-Ruhr                  | 32                          | Turin                           |
| 2027        | 34                          | Chungcheong                 | 33                          | –                               |
| 2029        | 35                          | North Carolina              | 34                          | –                               |

1. ↑  Geteilte Austragung: Eissportarten, Ski Alpin, Freestyle-Skiing und Snowboard in Granada. In Osrblie und Štrbské Pleso wurden die Wettbewerbe im Biathlon und im Ski Nordisch veranstaltet.
2. ↑  Verschoben wegen der COVID-19 Pandemie.
3. ↑  Abgesagt wegen der der COVID-19-Pandemie.
4. ↑  Abgesagt wegen des russischen Angriffskriegs auf die Ukraine.

## Teilnehmer
Für Deutschland werden die Teilnehmer vom Allgemeinen Deutschen Hochschulsportverband nominiert. Für Österreich wird das „Universiade-Team Austria“ vom im Bundesministerium für Wissenschaft, Forschung und Wirtschaft ansässigen „Unisport Austria“ nominiert und zu den Universiaden gesandt. Für Liechtenstein ist der Liechtensteinische Hochschulsportverband (LHSV) seit 2011 Mitglied in der FISU und organisiert seither die Beschickung der liechtensteinischen Athletinnen und Athleten. Siehe auch Sommer 2017.

## Ewiger Medaillenspiegel
Der ewige Medaillenspiegel ist eine Auflistung von allen Medaillen, geordnet nach Teilnehmerländern, die in der Geschichte der Universiade vergeben worden sind. Die Athleten (oder Mannschaften), die sich an erster, zweiter oder dritter Stelle klassieren, erhalten Medaillen als Auszeichnung. Der Gewinner erhält eine Medaille, die als „Goldmedaille“ bezeichnet wird. Der Zweite erhält eine Medaille aus Silber, der Dritte eine Medaille aus Bronze.

### Sommer-Universiade
| Ewiger Medaillenspiegel der Sommer-Universiade (Stand: 17. Februar 2018) |        |                     |      |        |        |        |
| Platz                                                                    | Kürzel | Mannschaft          | Gold | Silber | Bronze | Gesamt |
| 1                                                                        | RUS    | Russland            | 823  | 673    | 637    | 2133   |
| 2                                                                        | USA    | Vereinigte Staaten  | 490  | 425    | 387    | 1302   |
| 3                                                                        | CHN    | Volksrepublik China | 425  | 295    | 244    | 962    |
| 4                                                                        | JPN    | Japan               | 324  | 316    | 407    | 1047   |
| 5                                                                        | KOR    | Südkorea            | 207  | 195    | 208    | 610    |

Derzeitige Nationen angetreten als:
| (Stand: 17. Februar 2018) |        |                                  |      |        |        |        |
| Kürzel                    | Kürzel | Mannschaft                       | Gold | Silber | Bronze | Gesamt |
| RUS                       | URS    | Sowjetunion (1959–1991)          | 409  | 329    | 253    | 991    |
| RUS                       | RUS    | Russische Föderation (seit 1996) | 414  | 344    | 384    | 1142   |

### Winter-Universiade
| Ewiger Medaillenspiegel der Winter-Universiade (Stand: 17. Februar 2018) |        |                     |      |        |        |        |
| Platz                                                                    | Kürzel | Mannschaft          | Gold | Silber | Bronze | Gesamt |
| 1                                                                        | RUS    | Russland            | 261  | 234    | 209    | 704    |
| 2                                                                        | KOR    | Südkorea            | 104  | 74     | 65     | 243    |
| 3                                                                        | JPN    | Japan               | 83   | 94     | 90     | 267    |
| 4                                                                        | CZE    | Tschechien          | 76   | 82     | 55     | 213    |
| 5                                                                        | CHN    | Volksrepublik China | 72   | 61     | 74     | 205    |

Derzeitige Nationen angetreten als:
| (Stand: 17. Februar 2018) |        |                              |      |        |        |        |
| Kürzel                    | Kürzel | Mannschaft                   | Gold | Silber | Bronze | Gesamt |
| CZE                       | TCH    | Tschechoslowakei (1959–1991) | 53   | 59     | 23     | 135    |
| CZE                       | CZE    | Tschechien (seit 1993)       | 23   | 23     | 32     | 78     |

| (Stand: 17. Februar 2018) |        |                                  |      |        |        |        |
| Kürzel                    | Kürzel | Mannschaft                       | Gold | Silber | Bronze | Gesamt |
| RUS                       | URS    | Sowjetunion (1959–1991)          | 95   | 85     | 62     | 242    |
| RUS                       | RUS    | Russische Föderation (seit 1996) | 166  | 149    | 147    | 462    |

## Vorläufer-Veranstaltungen vor 1959
Bereits ab 1910 gab es Vorläufer-Veranstaltungen zur Universiade, im deutschsprachigen Raum oft als Studenten-Weltspiele bezeichnet werden. Diese waren ab 1939 meist zweigeteilt aus politischen Gründen. Die veranstaltenden internationalen Dachverbände waren
- CIE (Confédération internationale des étudiants), gegründet 1919, aufgelöst 1940.
- IUS (International Union of Students), frz. UIE (L’Union Internationale des Étudiants), gegründet 1946 in Prag, ab 1949 nur „Ostblock“.
- FISU (Fédération Internationale du Sport Universitaire), gegründet 1949[8], erst ab 1957 mit „Ostblock“, 1957 noch ohne DDR.

Im Folgenden sind alle Vorläufer-Veranstaltungen vor 1959 aufgeführt, die von einem der drei genannten Dachverbände organisiert wurden oder auf der Website des adh genannt werden.
| Jahr | Veranstaltung                               | Org.   | Stadt             | Land               |
| ---- | ------------------------------------------- | ------ | ----------------- | ------------------ |
| 1910 | Internationale Studenten-Weltspiele         | ?      | Rom               | Italien            |
| 1920 | Akademische Olympiade                       | ?      | Berlin            | Deutsches Reich    |
| 1923 | International Universities Championships    | CIE    | Paris             | Frankreich         |
| 1924 | Summer Student World Championships          | CIE    | Warschau          | Polen              |
| 1925 | Akademische Olympiade                       | ?      | Warschau          | Polen              |
| 1927 | Akademische Winterspiele                    | ?      | Cortina d’Ampezzo | Königreich Italien |
| 1927 | Summer Student World Championships          | CIE    | Rom               | Königreich Italien |
| 1928 | Summer Student World Championships          | CIE    | Paris             | Frankreich         |
| 1930 | International University Games              | CIE    | Darmstadt         | Deutsches Reich    |
| 1933 | International University Games              | CIE    | Turin             | Königreich Italien |
| 1935 | International University Games              | CIE    | Budapest          | Ungarn             |
| 1937 | International University Games              | CIE    | Paris             | Frankreich         |
| 1939 | International University Games              | CIE    | Monte Carlo       | Monaco             |
| 1939 | Studenten-Weltspiele                        | NSDStB | Wien              | Deutsches Reich    |
| 1947 | International University Games              | CIE?   | Paris             | Frankreich         |
| 1947 | 1. World Festival of Youth and Students     | UIE    | Prag              | Tschechoslowakei   |
| 1949 | 2. World Festival of Youth and Students     | UIE    | Budapest          | Ungarn             |
| 1949 | Summer International University Sports Week | FISU   | Meran             | Italien            |
| 1951 | 3. World Festival of Youth and Students     | UIE    | Ost-Berlin        | DDR                |
| 1951 | Summer International University Sports Week | FISU   | Luxemburg         | Luxemburg          |
| 1953 | 4. World Festival of Youth and Students     | UIE    | Bukarest          | Rumänien           |
| 1953 | Summer International University Sports Week | FISU   | Dortmund          | Deutschland        |
| 1955 | 5. World Festival of Youth and Students     | UIE    | Warschau          | Polen              |
| 1955 | Summer International University Sports Week | FISU   | San Sebastián     | Spanien            |
| 1957 | 6. World Festival of Youth and Students     | UIE    | Moskau            | Sowjetunion        |
| 1957 | World University Games                      | CIE    | Paris             | Frankreich         |

Das World Festival of Youth and Students findet bis in die Gegenwart in unregelmäßigen Abständen von drei bis acht Jahren statt, zuletzt 2017 im russischen Sotschi. Es wird organisiert vom sozialistischen Weltbund der Demokratischen Jugend und versteht sich deshalb nicht als politisch neutral.